# Солотвинская поселковая община (Ивано-Франковская область)
Солотвинская поселковая общи́на (укр. Солотвинська селищна громада) — территориальная община в Ивано-Франковском районе Ивано-Франковской области Украины.
Административный центр — посёлок Солотвин.
Население составляет 26 033 человека. Площадь — 374,6 км².

## Населённые пункты
В состав общины входят 1 посёлок (Солотвин) и 13 сёл:
- Бабче
- Богровка
- Бойки
- Гута
- Кривец
- Кричка
- Манява
- Маркова
- Монастырчаны
- Пороги
- Раковец
- Старая Гута
- Яблонька